# Décennie 1850 aux échecs
 Chronologie des échecs - décennie 1850-1859

## Année 1850
- Jusqu'en 1851, et depuis 1843, le champion du monde officieux reste Howard Staunton avec pour rivaux principaux Ludwig Bledow et Marmaduke Wyvill.

## Année 1851
- Adolf Anderssen remporte à Londres le premier tournoi international de l'histoire, devenant ainsi le champion du monde officieux. Howard Staunton, qui a organisé le tournoi, n'est que quatrième.

## Année 1854
- Le Turc mécanique est détruit dans l'incendie qui ravage le musée chinois de Philadelphie où il est remisé.

## Année 1857
- Au premier tournoi américain (American Chess Congress) organisé à New York, Paul Morphy termine premier devant Louis Paulsen.

## Année 1858
- Désireux de se mesurer à Howard Staunton - un affrontement que ce dernier évitera par tous les moyens, au prix de son honneur - l'américain Paul Morphy se rend en Angleterre. Rongeant son frein, il défait les meilleurs maîtres de la Vieille Europe y compris Adolf Anderssen - Morphy se rend également en France. Il reste au total onze mois sur le Vieux Continent, interrompant la domination d'Adolf Anderssen (1851-1858 et 1860-1866) durant ce laps de temps.

## Année 1859
- Paul Morphy abandonne définitivement en décembre les échecs de compétition et s'en retourne pour toujours aux États-Unis où il sombrera dans la folie.